# Projektilbildande RSV
Projektilbildande RSV (riktad sprängverkan), militärförkortning: RSV-4 (engelska: Explosively Formed Projectile, kort EFP, "explosivt formad projektil"), är en speciell typ av riktad sprängverkan utformad för att penetrera pansar på korta avstånd. Sådan består av en inåtgående metallplatta framför en riktad sprängladdning, vilken verkar genom att spränga ihop metallplattan till en projektil med enorm projektilhastighet på korta avstånd, resulterande i mycket hög genomslagsförmåga inom ram.
RSV-4 utvecklades för första gången under andra världskriget. Idag används de vanligen hos takslående ammunition, såsom Bofors BONUS och Saab Bofors Dynamics NLAW.

## Engelska namn
- Explosively formed projectile (explosivt formad projektil)
- Explosively formed penetrator (Explosivt formad penetrator)
- Self-forging warhead (självformande stridsdel)
- Self-forging fragment (självformande skärva)